# Insula Bathurst
Insula Bathurst este o insulă din Arhipelagul Arctic Canadian, cu suprafața de aproximativ 16.042 km². Ea face parte din arhipelagul numit Insulele Regina Elisabeta și este inclusă din punct de vedere administrativ în teritoriul Nunavut. La sud se află Insula Prince of Wales, la est insulele Devon și Cornwallis, la nord insulele Ellef Ringnes și Amund Ringnes, iar la vest insula  Melville. În imediata sa apropiere se află o serie de insule mai mici: insula Vanier, insula Cameron, insula Massey, insula Alexander, insula Helena etc.

## Istoric
Primii locuitori ai insulei aparțineau culturii Dorset, dar în jurul anului 1200, insula era populată de triburi aparținând culturii Thule, așa cum arată descoperirile arheologice de la Brooman Point. Probabil în acea epocă clima era mai caldă (în această epocă au ajung și vikingii în Vinland).
Insula a fost descoperită de exploratorul britanic Sir William Edward Parry în 1819  și datorează numele contelui Henry Bathurst, secretarul de stat britanic pentru război și colonii de la acea vreme (1812-1827).

## Geografie
Insula Bathurst are o linie de coastă neregulată, marcată de golfuri adânci și de peninsule. Pe coasta nordică sunt trei golfuri adânci, numite Young Inlet, May Inlet și Erskine Inlet. Pe coasta vestică se deschide golful Graham Moore.
Cea mai mare parte a insulei este constituită din terenuri joase, înălțimea medie fiind de 100-200 m deasupra nivelului mării iar cele mai înalte vârfuri nedepășind 400 m.
În anii 1960 și 1970, Polul Nord Magnetic se afla pe insula Bathurst 
Deși peisajul predominant este format din câmpii și platouri pietroase, lipsite de copaci, pe alocuri există straturi subțiri de sol pe care se dezvoltă o vegetație joasă, suficientă pentru a menține o faună mai numeroasă decât în alte insule arctice. Pe insulă se află Rezervația Naturală de Animale Sălbatice Polar Bear Pass și se preconizează înființarea unui nou parc național, Parcul Național al Nordului Insulei Bathurst, mai cunoscut sub denumirea inuită de Tuktusiuqvialuk 